# Casco Antiguo de la Ciudad de Colón
El Casco Antiguo de la Ciudad de Colón es un conjunto monumental histórico en la República de Panamá. Está formado por un conjunto de monumentos (edificaciones, calles, manzanas y otros) localizados en la ciudad de Colón. Mediante Ley n.º 47 del 8 de agosto de 2002 de la República, se declaró como conjunto monumental histórico.
Se confiere al Instituto Nacional de Cultura a través de la Dirección Nacional de Patrimonio Histórico el mantenimiento y conservación de los monumentos históricos nacionales.

## Monumentos que lo integran
La Ley que declara conjunto monumental histórico al casco antiguo de la ciudad de Colón incluye las siguientes edificaciones:

### 2. Las siguientes edificaciones
- El Edificio de la Compañía del Ferrocarril
- La Estación del Ferrocarril de Panamá
- El Edificio de Administración de Cristóbal (Puerto de Cristóbal)
- El Edificio de la Gobernación
- Hotel Washington, en calle 2ª
- Battery Morgan Fort Lesseps
- Catedral de la Inmaculada Concepción, en Avenida Amador Guerrero y calle 5ª
- Biblioteca Mateo Iturralde (1910) calle 2 y Avenida Central
- Union Church de Colón, Avenida Mélendez (1920)
- Iglesia de la Medalla Milagrosa, Avenida Meléndez (1924)
- Cuartel de Bomberos de Colón
- Hospital Amador Guerrero (Paseo Gorgas) (1938)
- Esclusa Cristóbal Colón (Paseo Washington)
- Casa Aminta Meléndez (calle 3ª entre Meléndez y Central)
- Casa Wilcox, calle 9ª y Avenida Central
- Edificio Riviera, entre calle 4ª y Avenida Meléndez
- Escuela José Guardia Vega
- Escuela Pablo Arosemena
- Estadio Roberto Mariano Bula

### 3. Los siguientes conjuntos de edificaciones
- Conjunto de edificaciones revertidos de la Zona Portuaria de Cristóbal
- Conjunto de residencias del barrio Nuevo Cristóbal, localizado en Avenida Meléndez
- Conjunto de residencias ubicadas entre call 11 y 10, Ave. Roosevelt y Paseo Gorgas
- Conjunto urbano comprendido de calle 8ª a calle 1 y Avenida Santa Isable y Meléndez
- Conjunto urbano comprendido entre calle 10 y calle 13 y Avenida Domingo Díaz y Avenida Meléndez
- Colegio Abel Bravo
- Escuela Porfirio Meléndez
- Escuela República de Bolivia
- Edificio Multifamiliar Las Cuatro Potencias: Chagres, Donoso, Santa Isabel y Portobelo

### 4. Los siguientes espacios abiertos públicos
- Paseo Washington y su entorno
- Peseo Lesseps y su entorno
- Paseo Gorgas y su entorno
- Parque 5 de noviembre
- Paseo Juan Demóstenes Arosemena, Avenida Central, antigua calle Ferrocarril
- Parque Sucre en calle 7ª entre avenida Meléndez y avenida Roosvelt y su entorno urbanístico.
- La Avenida Roosevelt y su entorno urbano, desde el Parque Sucre hasta calle 11.